# Nordendorf
Nordendorf este o comună aflată în districtul Augsburg, landul Bavaria, Germania.